# Armageddon 2006
Armageddon 2006 è stata la settima edizione dell'omonimo evento in pay-per-view prodotto dalla WWE. L'evento, appartenente al roster di SmackDown!, si è svolto il 17 dicembre 2006 al Richmond Coliseum a Richmond.
Nonostante l'evento appartenesse al roster di SmackDown!, esso ha avuto la partecipazione di ben quattro wrestler del roster di Raw, ovvero Johnny Nitro, Melina, l'Intercontinental Champion Jeff Hardy e il WWE Champion John Cena.

## Storyline
Il 26 novembre, a Survivor Series, Batista sconfisse King Booker conquistando così il World Heavyweight Championship. Nella puntata di SmackDown! del 1º dicembre Batista difese con successo il titolo in un Triple Threat match che includeva anche King Booker e Finlay. In seguito questi due chiesero ancora un match per il World Heavyweight Championship e, invece, il General Manager Theodore Long annunciò che, ad Armageddon, Batista avrebbe affrontato King Booker e Finlay in un match di coppia, senza però rivelare il compagno del World Heavyweight Champion. Quella stessa sera, tuttavia, Batista annunciò che il suo compagno sarebbe stato il WWE Champion John Cena, appartenente al roster di Raw. Per la prima volta, dunque, i due campioni del mondo dei due roster si unirono in un Tag team match.
Nella puntata di SmackDown! dell'8 settembre il WWE United States Champion Mr. Kennedy informò il General Manager Theodore Long che, qualora John Cena fosse giunto a SmackDown!, avrebbe voluto un posto a Raw. Kennedy giustificò tale affermazione dicendo che aveva sconfitto tutti i talenti del roster di SmackDown!. Per questo motivo Long annunciò che Kennedy avrebbe affrontato a No Mercy un avversario d'eccezione: The Undertaker. Nella puntata di SmackDown! del 29 settembre Kennedy sbeffeggiò The Undertaker, il quale però giunse sul ring attaccando Kennedy. A No Mercy, Kennedy sconfisse The Undertaker per squalifica. Nella puntata di SmackDown! del 10 ottobre, però, Kennedy perse il WWE United States Championship contro Chris Benoit a causa della distrazione di The Undertaker. A Survivor Series, in seguito, Kennedy sconfisse nuovamente The Undertaker in un First Blood match grazie all'intervento di Montel Vontavious Porter. Il successivo e finale match tra i due venne sancito per Armageddon e fu un Last Ride match.
A No Mercy, Montel Vontavious Porter sconfisse facilmente il jobber Marty Garner. Nella successiva puntata di SmackDown! del 13 ottobre MVP pretese un avversario migliore e il General Manager Theodore Long gli mandò contro Kane. I due iniziarono una faida dove, nel primo match, MVP venne sconfitto da Kane per squalifica. In seguito, grazie anche all'aiuto di Mr. Kennedy, MVP riuscì a trionfare su Kane in uno Street Fight match (puntata di SmackDown! del 17 novembre) e in uno Steel Cage match (puntata di SmackDown! del 24 novembre). Venne dunque sancito un Inferno match tra i due per Armageddon.
In origine, Paul London e Brian Kendrick avrebbero dovuto difendere il WWE Tag Team Championship contro William Regal e Dave Taylor ma, poco prima dell'inizio dell'incontro, il General Manager Theodore Long annunciò che il match sarebbe stato trasformato in un Fatal 4-Way Ladder match con l'inserimento degli Hardy Boyz (Matt Hardy e il WWE Intercontinental Champion Jeff Hardy proveniente da Raw) e gli MNM (Joey Mercury e Johnny Nitro proveniente da Raw).
A Survivor Series, Chris Benoit difese con successo il WWE United States Championship contro Chavo Guerrero. Durante il match, Benoit impattò contro Vickie Guerrero (zia di Chavo e vedova di Eddie Guerrero), infortunandola al collo e costringendola a portare un collare (kayfabe). Successivamente, due settimane dopo a SmackDown!, Chavo sconfisse Funaki e Benoit lo intrappolò nella sua Sharpshooter, con Vickie che lo schiaffeggiò ripetutamente. Fu dunque sancita una rivincita titolata per Armageddon.
Nella puntata di SmackDown! dell'8 dicembre Jimmy Wang Yang sconfisse Jamie Noble, diventando il contendente n°1 al WWE Cruiserweight Championship di Gregory Helms. Un match titolato fra i due venne dunque sancito per Armageddon.
Nella puntata di SmackDown! del 27 ottobre The Boogeyman fece il suo ritorno terrorizzando The Miz e Kristal Marshall. A seguito di vari mindgames da parte di Boogeyman, venne sancito un match tra l'imbattuto The Miz e lo stesso Boogeyman per Armageddon.

## Evento
Prima della messa in onda dell'evento, Vladimir Kozlov sconfisse Scotty 2 Hotty.

### Match preliminari
L'evento si aprì con l'Inferno match tra Kane e Montel Vontavious Porter. Durante le fasi iniziali dell'incontro, Kane dominò MVP per poi colpirlo con un back body drop. Successivamente Kane tentò un superplex su MVP, ma questi contrattaccò ed eseguì un diving crossbody dalla terza corda ai danni dello stesso Kane. Dopo essere stato colpito da un big boot all'angolo e da una clothesline, Kane reagì atterrando MVP con un violento big boot per poi colpirlo con la Chokeslam. Pochi istanti dopo, Kane rimosse un cuscinetto protettivo da un tenditore delle corde e gli diede fuoco, sfruttando le fiamme che circondavano il ring, per poi tentare di colpirci MVP; tuttavia quest'ultimo sventò il tutto colpendolo prima con un colpo basso e poi con un neckbreaker. Dopo aver rischiato di finire tra le fiamme, MVP subì una clothesline e una sidewalk slam di Kane. In seguito MVP salì su un paletto del quadrato per tentare un attacco aereo, però Kane lo anticipò spedendolo fuori dal ring ed oltre le fiamme. Kane si lanciò poi verso MVP con una flying clothesline dal paletto, evitando le fiamme sull'apron ring. Nel finale, MVP tentò la fuga sotto il ring ma Kane lo afferrò alla gola per poi spingerlo con insistenza verso le fiamme. L'intera schiena di MVP (coperta dal suo costume) prese fuoco e l'arbitro decretò quindi la fine del match dando la vittoria a Kane.
Il secondo incontro fu il Fatal 4-Way Ladder match valevole per il WWE Tag Team Championship tra la coppia campione Paul London e Brian Kendrick e quelle sfidanti Dave Taylor e William Regal, MNM (Joey Mercury e Johnny Nitro) e Hardy Boyz (Matt Hardy e Jeff Hardy). Durante le fasi iniziali della contesa, gli Hardy Boyz si portarono in vantaggio nei confronti dei campioni colpendoli con varie manovre combinate. Successivamente Regal e Taylor gettarono gli Hardy Boyz all'esterno del ring per poi colpire sia London che Kendrick con dei violenti back suplex. In seguito, Matt e Jeff eseguirono il Poetry in Motion su Taylor, il quale poi subì anche la Snapshot degli MNM. Dopo che London e Kendrick eseguirono un double superkick su Regal, Jeff lanciò una scala contro lo stesso Kendrick. Jeff salì poi sulla scala, ma venne colpito da un dropkick di London che lo fece cadere. Pochi attimi dopo, Mercury salì sulla scala per tentare di impossessarsi dei titoli, però Kendrick, London e gli Hardy Boyz lo gettarono giù da essa, facendolo cadere sopra a Nitro che si trovava all'esterno del quadrato. Dopo che Matt e Jeff fallirono l'esecuzione del Poetry in Motion, London posizionò Matt su una scala consentendo a Kendrick di colpirlo con un diving stomp dalla terza corda. Poco dopo, Jeff saltò su una scala con un leg drop e, per effetto del rimbalzo, sia Mercury che Nitro vennero colpiti duramente al volto con la scala stessa; tuttavia, dopo la collisione, Mercury riportò sfortunatamente la rottura del naso e di un osso orbitale (legit), rendendolo impossibilitato a continuare l'incontro. Dopo l'infortunio di Mercury, il match continuò con London che eseguì un back suplex su Matt dalla cima della scala. Dopo che Regal gettò London su una scala con un exploder suplex, gli Hardy Boyz dominarono lo stesso Regal e Taylor, con Jeff che tentò poi una Swanton Bomb dalla cima di una scala su entrambi; tuttavia Nitro colpì la scala con un dropkick, facendo così cadere rovinosamente Jeff da essa. Nitro tentò poi la scalata solitaria verso i titoli, ma London lo fece cadere dopo l'esecuzione di un dropkick. In seguito Matt battagliò sulla cima della scala prima con Kendrick, il quale venne gettato a terra con una hip toss, e poi anche con London, che subì invece un back bodydrop da una discreta altezza. Dopo che anche Matt cadde dalla scala, Jeff e Nitro combatterono su di essa, con il primo che eseguì un sunset flip powerbomb sul secondo. Regal e Taylor provarono ad approfittarne gettando gli Hardy Boyz all'esterno del ring, però il duo inglese subì l'attacco di London e Kendrick. Successivamente, dopo che London e Taylor finirono fuori dal quadrato, Kendrick colpì Regal con una Sliced Bread dalla cima della scala. Nel finale, dopo aver gettato Matt a terra, London staccò i titoli dal gancio per vincere il match insieme a Kendrick, rimanendo dunque campioni.
Il match successivo fu tra The Boogeyman e The Miz. Dopo un breve dominio di The Miz, il quale colpì l'avversario con una clothesline, l'incontro si spostò totalmente a favore di The Boogeyman. Nel finale, dopo aver bloccato un attacco aereo, The Boogeyman colpì The Miz con la Falling Chokebomb per poi schienarlo e vincere il match.
Il quarto match della serata fu quello valevole per lo United States Championship tra il campione Chris Benoit e lo sfidante Chavo Guerrero. Durante le fasi iniziali, Benoit controllò la contesa dopo l'esecuzione di uno svariato numero di suplex su Guerrero. Successivamente Benoit eseguì il rolling german suplex su Guerrero per poi tentare il diving headbutt che, però, fallì poiché lo stesso Guerrero lo colpì con un superplex dalla terza corda. Dopo aver sventato un tentativo di Crippler Crossface, Guerrero eseguì un back suplex su Benoit per poi colpirlo con i Three Amigos. Benoit reagì e colpì poi Guerrero con ben otto german suplex consecutivi, da cui lo stesso Chavo si liberò dopo un conteggio di due. Dopodiché Vickie Guerrero (manager di Chavo) salì sul ring per distrarre Benoit, il quale venne schienato da Chavo con un roll-up. Nel finale, dopo essersi liberato dallo schienamento, Benoit applicò la Sharpshooter su Chavo per forzarlo alla sottomissione e mantenere il titolo.
Il match seguente fu quello valevole per il Cruiserweight Championship tra il campione Gregory Helms e lo sfidante Jimmy Wang Yang. Durante le fasi iniziali, Yang si portò in vantaggio nei confronti del campione dopo averlo colpito con una headscissor e un dropkick. Successivamente Helms eseguì una neckbreaker su Yang all'esterno del ring per poi colpirlo con un backbreaker. In seguito Yang reagì e colpì Helms prima con un diving crossbody dalla terza corda e poi con un missile dropkick. Yang tentò di attaccare Helms all'angolo, però questi si spostò all'ultimo facendo collidere la spalla dello stesso Yang contro un paletto. Dopo aver eseguito una swinging neckbreaker dalla terza corda, Helms tentò un attacco aereo che, tuttavia, fallì poiché Yang lo colpì in mezz'aria con uno spinning heel kick. Dopo essersi liberato dallo schienamento, Helms contrattaccò un corkscrew moonsault di Yang per poi colpirlo con lo Shining Wizard. Helms schienò così Yang per vincere l'incontro e mantenere il titolo.

### Match principali
Il sesto incontro della serata vide The Undertaker contrapposto a Mr. Kennedy in un Last Ride match. Durante le fasi iniziali, The Undertaker dominò Kennedy lanciandolo prima contro dei gradoni d'acciaio e poi contro un tavolo dei commentatori. Dopo averlo gettato di schiena contro un paletto di sostegno del ring, The Undertaker tentò di rinchiudere Kennedy all'interno del carro funebre, posto sullo stage, però quest'ultimo reagì lanciando lo stesso Undertaker contro il veicolo. Dopo essere tornati in zona ring, The Undertaker eseguì il guillotine leg drop su Kennedy per poi colpirlo con un superplex dalla terza corda. The Undertaker portò quindi Kennedy nei pressi del carro funebre, ma questi applicò su di lui una sleeper hold per poi rinchiuderlo all'interno del carro, dal quale lo stesso Undertaker uscì. Dopodiché The Undertaker assalì pesantemente Kennedy portandolo su un tavolo dei commentatori; tuttavia lo stesso Kennedy contrattaccò colpendolo più volte con una sedia. I due salirono poi sulla scenografia dello stage, scambiandosi duri colpi a cinque metri d'altezza: qui The Undertaker tentò la Chokeslam, ma Kennedy lo colpì con un colpo basso per poi lanciarlo giù dalla struttura, facendolo così cadere al di sotto dell'impalcatura dello stage. Kennedy trascinò dunque The Undertaker dentro il carro funebre per poi accendere il motore della vettura; tuttavia quest'ultimo si rialzò incredibilmente, bloccando lo stesso Kennedy per poi colpirlo violentemente con una sedia. Nel finale, dopo aver eseguito una Chokeslam e un Tombstone Piledriver sul tetto del carro, The Undertaker lanciò Kennedy dentro al veicolo per poi guidarlo verso il backstage, vincendo così l'incontro.
Nel main event il World Heavyweight Champion Batista e il WWE Champion John Cena affrontarono Finlay e King Booker. Durante la fasi iniziali, Cena si portò in vantaggio nei confronti di Booker dopo averlo colpito con un face slam prima e con il Five Knuckle Shuffle dopo. In seguito, mentre l'arbitro stava discutendo con Batista e Finlay, Booker colpì illegalmente Cena con uno scettro per portarsi in controllo della contesa. Dopo aver colpito Booker con una DDT, Cena diede il cambio a Batista, il quale dominò l'incontro colpendo prima Finlay con una powerslam e poi Booker con una Spear. Dopo che Batista eseguì una Spear anche su Finlay, Booker provò a colpire lo stesso Batista con uno spinning heel kick; tuttavia quest'ultimo si spostò e Booker colpì invece il suo compagno di squadra. Dopo che Finlay eseguì una clothesline su Cena all'esterno del ring, Queen Sharmell (manager di Booker) distrasse l'arbitro permettendo quindi a Finlay di colpire Batista con una sedia. Successivamente Batista reagì e colpì Finlay con la sedia per poi eseguire una spinebuster su Booker. Nel finale Batista colpì Booker con la Batista Bomb per poi schienarlo e vincere il match insieme a Cena.

## Risultati
| #    | Risultati                                                                                          | Stipulazioni                                                          | Durata |
| ---- | -------------------------------------------------------------------------------------------------- | --------------------------------------------------------------------- | ------ |
| Dark | Vladimir Kozlov ha sconfitto Scotty 2 Hotty                                                        | Single match                                                          | 02:01  |
| 1    | Kane ha sconfitto Montel Vontavious Porter                                                         | Inferno match                                                         | 08:14  |
| 2    | Brian Kendrick e Paul London (c) hanno sconfitto Dave Taylor e William Regal, The Hardy Boyz e MNM | Fatal four-way tag team ladder match per il WWE Tag Team Championship | 20:13  |
| 3    | The Boogeyman ha sconfitto The Miz                                                                 | Single match                                                          | 02:51  |
| 4    | Chris Benoit (c) ha sconfitto Chavo Guerrero (con Vickie Guerrero) per sottomissione               | Single match per il WWE United States Championship                    | 12:14  |
| 5    | Gregory Helms (c) ha sconfitto Jimmy Wang Yang                                                     | Single match per il WWE Cruiserweight Championship                    | 10:51  |
| 6    | The Undertaker ha sconfitto Mr. Kennedy                                                            | Last ride match                                                       | 19:49  |
| 7    | Batista e John Cena hanno sconfitto Finlay e King Booker (con Queen Sharmell)                      | Tag team match                                                        | 11:29  |